# مایکل فاینستاین
مایکل فاینستاین (انگلیسی: Michael Feinstein؛ زادهٔ ۷ سپتامبر ۱۹۵۶) یک موسیقی‌دان اهل ایالات متحده آمریکا است. وی از سال ۱۹۸۶ میلادی تاکنون مشغول فعالیت بوده‌است.
او در فیلم مبارزه در بورلی هیلز بازی کرده است.